# Zsuzsanna Laky
Zsuzsanna Laky (nacida el 17 de abril de 1984 en Nagykanizsa, Zala, Hungría) es una reina de belleza y Miss Europa 2003.
En 2000,  ganó el título de Miss Zala. Después de convertirse en la primera subcampeona de Miss Hungría en 2002, representó a su país en el concurso de belleza Miss Europa que tuvo lugar en Nogent-sur-Marne, Francia, y fue coronada Miss Europa. Se convirtió en la segunda húngara reina de la belleza (la 1.ª húngara Miss Europa fue Erzsébet Simon en 1929).